# 宝德全
宝德全（20世纪?—1922年），字子瑞，满族，热河朝阳人。中华民国军事将领。

## 生平
宝德全為赵倜到热河剿匪時收撫。1913年，宝德全随毅军将领赵倜赴河南，因剿灭白朗有功，赵倜升任河南省督军，任命宝德全为归德镇守使，驻商丘。1919年，赵倜扩充军队，以成慎为河南暂编陆军第一师师长，宝德全为河南暂编陆军第二师师长。后来赵倜受到河南籍驻北京士绅秦树声等河南人士的反对。1922年，冯玉祥使用武力驱逐了赵倜，继任河南督军。同年，冯玉祥枪毙了宝德全。